# Kharayeb
Kharayeb ( arabe : الخرايب (al-Kharāyab)) est une ville historique du district de Sidon dans le gouvernorat du Sud, au Liban. La ville est 77 km (47,845581784 mi) au sud de Beyrouth, et se situe à une altitude moyenne de 190 m (623,359581 pi) au-dessus du niveau de la mer. La ville possède un riche héritage historique, avec des fouilles archéologiques révélant une histoire de peuplement complexe s'étendant de la préhistoire à la période ottomane. Les origines de Kharayeb remontent notamment à la période perse (539-330 av. J.-C.), époque à laquelle elle jouait un rôle central dans le paysage agricole et économique de la région, culminant avec la construction de son temple phénicien vers le 6e siècle av. J.-C.

## Histoire
Les fouilles archéologiques à Kharayeb et dans ses environs ont révélé un paysage de peuplement complexe couvrant différentes périodes chronologiques, de la préhistoire à l'époque ottomane (1516-1918). La région de Kharayeb était habitée depuis le Paléolithique moyen, comme en témoignent de nombreux outils en silex. Les premiers signes d'utilisation agricole au cours des périodes historiques proviennent du site de Jemjim près de Kharayeb, où une stèle de la fin de l'âge du fer a été découverte. Les fouilles ont également permis de découvrir un établissement rural doté d'un système complexe de citernes datant de l' âge du fer et des vestiges de récipients en terre cuite indiquant une occupation remontant au deuxième millénaire avant J.-C. 
Au cours de la période perse (539–330 av. J.-C.), la Phénicie a prospéré économiquement et les populations des villes côtières ont augmenté, ce qui a nécessité l'optimisation des ressources sur leurs territoires respectifs. La politique perse visant à promouvoir l’agriculture intensive dans les zones irriguées a encore soutenu ce développement. La subsistance de Tyr était assurée par l'établissement d'anciens centres agricoles ruraux, s'étendant de la côte jusqu'au sud de la Palestine . Ces zones rurales, en particulier celles situées près des rivières, ont joué un rôle crucial dans l'économie de Tyr et ont été témoins de l'émergence d'une série d'implantations planifiées,,,. C'est dans ce contexte d'organisation territoriale que s'est produite l'expansion de la ville de Kharayeb, et que la construction de son temple phénicien a été commencée vers le VIe siècle av. J.-C. ,

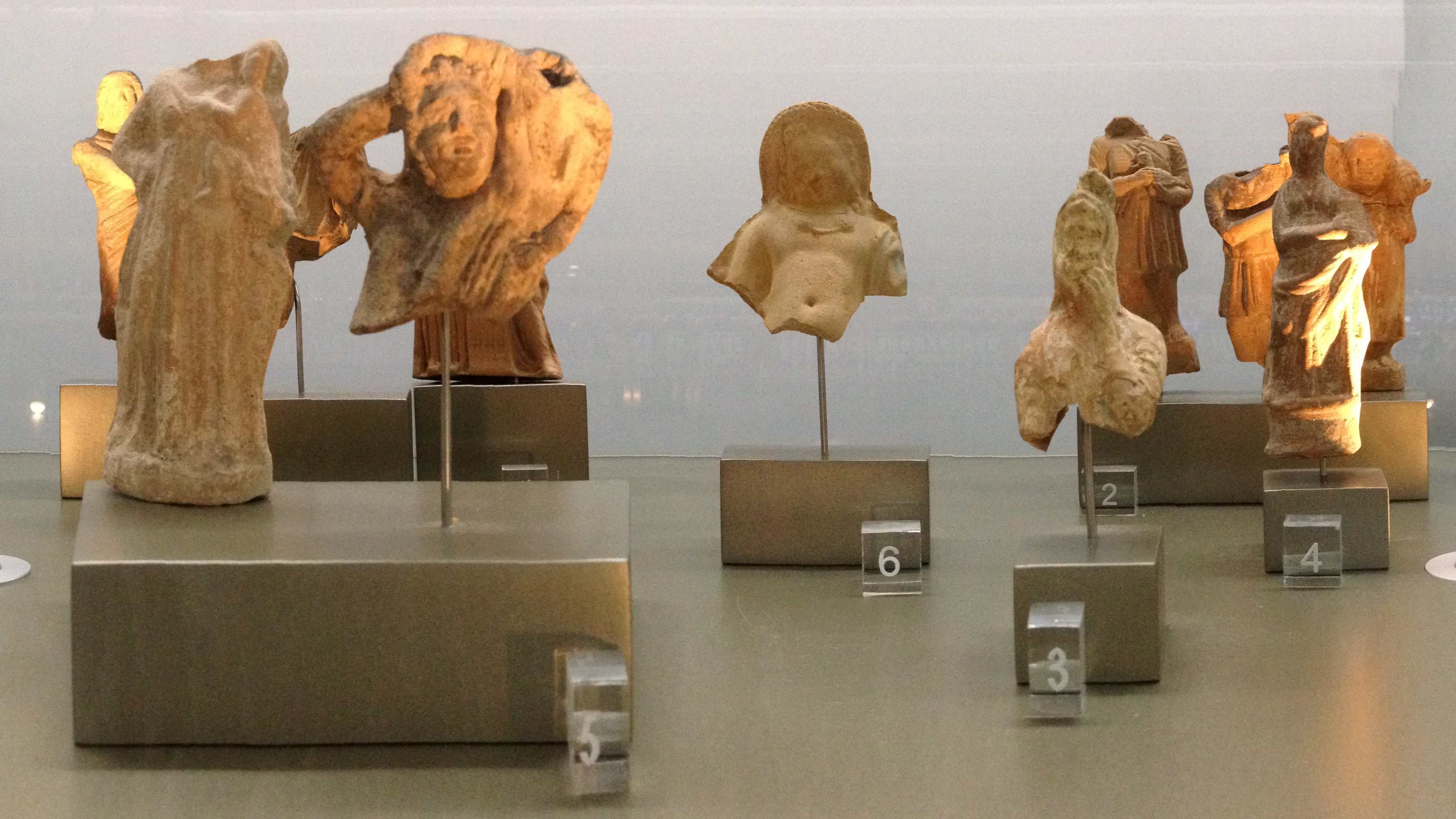
Figurines de la période hellénistique (330-31 av. J.-C.) de Kharayeb et de Tyr, présentant une influence grecque, dans une vitrine de l' aéroport international Rafic Hariri de Beyrouth

La ville moderne de Kharayeb remonte au milieu du XIXe siècle, lorsqu'elle et ses environs appartenaient à Nasif Al-Asaad, un résident de Zrarieh . Pour des raisons qui peuvent avoir été économiques ou liées au système féodal de l'époque, la propriété de Kharayeb fut transférée à l'éminente famille Qaddura de Sidon . Selon les récits locaux, une rencontre aurait eu lieu entre les familles Al-Asaad et Qaddura en 1885, dans une zone connue aujourd'hui sous le nom de Dahr Al-Awamid (affleurement des colonnes). Après le décès du patriarche de la famille « Qadura Agha », la propriété a été transmise à ses trois fils : Raf'at, Bahjat et Muhtaram. Chacun d'entre eux résidait dans le village, et des familles des régions voisines ont commencé à s'y installer. En 1925, pendant le mandat français au Liban, la famille Qadura a commencé à vendre des parcelles de terre aux habitants du village. Les familles aisées ont acheté des terres, tandis que les familles moins aisées ont mis en commun leurs ressources pour acheter des parcelles de terre.

## Géographie
Kharayeb se trouve dans le district de Sidon, dans le gouvernorat du Sud . Il est 77 km (47,845581784 mi) au sud de la capitale Beyrouth, au nord de la rivière Léontes . Il s'étend sur 6,44 kilomètres carrés (2,48649790396 mi2) et se situe à une altitude moyenne de 190 m (623,359581 pi) au-dessus du niveau de la mer. Il est bordé au nord par les villes d' Adloun et de Kouthariyet Al-Riz . À l'est, elle est bordée par les villes d' Arzai et de Zrarieh, tandis que la Léonte trace sa limite sud. La mer Méditerranée se trouve à l'ouest.

## Démographie
Il y avait environ 9 000 habitants en 2006 et la population est majoritairement chiite. Les familles résidentes sont Akkoush, Dihini, Darr, Hammoud, Farkouh, Hayek, Hammadah, Zein, Bilal, Ezzeddin, Khalil, Tabbal, Hamdan, Shuman, Sharqaoui, Sbeity, Khalifa, Marwa, Kujuk, Ghazi, Saghir, Saab, Shour, Hraybi, Arrajah, Wehbi, Hijazi, Khalili, Jezzini, Al-Asaad, Saleh, hal, Ismail, Al-Hajj, Haydar, Hani, Akhdar, Raad, Musa, Al-Faris, Hamdoun, Jawad, Hurani, Nasrallah, Ghoul, Ar-Rayes, Al-Hajj Mohammad, Al-Ali, Ahmed, Hussein, Kassirah, Kassem, Nasser.

## Monuments culturels
La ville est célèbre pour son temple phénicien et son trésor de milliers de figurines votives en terre cuite, qui ont contribué à faire la lumière sur les pratiques culturelles et religieuses de la population rurale phénicienne locale pendant la fin de l'âge du fer, les périodes perse et hellénistique.